# Joaquim Penina Sucarrats

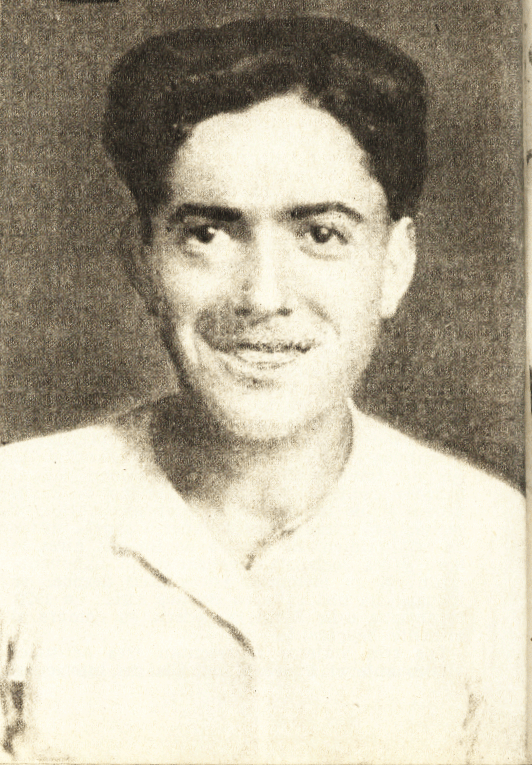
Joaquim Penina

Joaquim Penina Sucarrats (Gironella, 1901 - Rosario, Argentina, 9 de setembre de 1930) fou un sindicalista català establert a l'Argentina, assassinat per la dictadura del general José Félix Uriburu.

## Biografia
Possiblement ja era militant anarcosindicalista a Gironella. El 1925 s'establí a Rosario, potser fugint de la dictadura de Primo de Rivera, hi treballà com a paleta i s'afilià a la Federació Obrera Local Rosarina. Va organitzar una biblioteca important a la seva casa del carrer Salta i Presidente Roca, però segons la professora Anahí Fernández, mai va assumir responsabilitats de jerarquia en el moviment obrer argentí, ja que es conformava en difondre i vendre premsa i literatura llibertàries, difonent l'interès per Lev Tolstoi, pel naturisme i l'anarquisme. També era vegetarià estricte i s'abstenia de fumar i prendre alcohol. El 1927 fou detingut per participar en protestes contra l'execució de Sacco i Vanzetti.
L'endemà del cop d'estat del general Uriburu, el 7 de setembre de 1930, es va publicar el bàndol que disposava "passar per les armes" a qui participés en la difusió de propaganda opositora a les noves autoritats. Penina va ser acusat de ser autor, impressor i distribuïdor de pamflets contra el dictador Uriburu, i el 9 de setembre fou detingut il·legalment juntament amb els seus companys Porta i Constantini. Fou afusellat d'amagat al barranc de l'arroyo Saladillo, vora Rosario, mentre que els seus companys foren alliberats dos dies després. El seu cos no va aparèixer mai.
El poeta Aldo Oliva (1927-2000) va intentar reconstruir la seva història a El fusilamiento de Penina, però el llibre fou cremat el 1977 pels militars de la dictadura del general Jorge Videla. Un exemplar, però, fou recuperat el 2003 i publicat per l'editorial El Viejo Topo amb suport de l'ajuntament de Gironella i la Generalitat de Catalunya.
En 1995, una ordenança del Consell Municipal de Rosario reanomenà el carrer Regimiento Once (a la zona sud de Rosario) amb el nom de Joaquín Penina. No obstant això el carrer segueix tenint els cartells antics, per la qual cosa la població encara no sap del canvi de nom. El 17 de setembre de 1999, al Parc Regional Sud (del Barri Saladillo) es va inaugurar la placeta Joaquín Penina. Es va instal·lar una placa on defineix Penina com a «obrer exemplar» i «home de pau».